# Tajemnica jednorożca
Tajemnica Jednorożca (fr. Le Secret de la Licorne) – album komiksowy wydany w serii Tintin, autorstwa Hergé.

## Treść
W Brukseli panuje epidemia kradzieży portfeli. Tajniak i Jawniak – którzy tracą kilka swoich portfeli, postanawiają odszukać złodzieja na pchlim targu, gdzie spotkają Tintina. Tintin kupuje kapitanowi Baryłce model statku Jednorożec, ale dwaj mężczyźni próbują mu w tym przeszkodzić. Jednym z nich jest Iwan Iwanowicz Sacharyna, a drugi to człowiek o nazwisku Barnaby. Sacharyna przychodzi do Tintina, aby odkupić od niego statek, ale nie udaje mu się to i zostawia mu wizytówkę. Chwilę później Miluś łamie maszt, ale Tintin go naprawia.
Gdy kapitan odwiedza reportera zauważa statek i reaguje zdziwieniem. Baryłka zabiera Tintina zabiera go do siebie i pokazuje mu portret swojego przodka, kawalera Franciszka de Barilca, który żył w XVII wieku. W tle znajduje się jego statek Jednorożec. Gdy Tintin i kapitan wracają do mieszkania reportera zauważają, że statek został skradziony. Tintin odwiedza Iwana Sacharynę i oskarża go o kradzież. Gdy znajduje identyczny statek w kolekcji Sacharyny, zauważa, że nie jest to ten, który kupił, bo jego maszt nie jest złamany, a na tyle statku widnieje napis Jednorożec. Gdy Tintin wraca do domu, zastaje splądrowane mieszkanie, a w trakcie sprzątania znajduje tajemniczy pergamin. Zauważa on, że pergamin musiał wypaść z masztu, gdy złamał go Miluś, i stoczyć się na podłogę. Tintin zakłada, że pergamin jest wskazówką do odnalezienia skarbu, o którym mówił mu kapitan Baryłka.
Tymczasem kapitan wyciągnął z kufra trochę pamiątek po swoim przodku: kordelas, kapelusz i pamiętnik, w którym kawaler de Barilca opisał, jak w 1676 roku pokonał piratów Szkarłatnego Rackhama. Baryłka czyta go na głos Tintinowi, czasami zbytnio wczuwając się w rolę przodka i odgrywając sceny, o których czyta. Tintin jest tak zaciekawiony historią, że nawet nie ściągnął swojego płaszcza.
Pirat Szkarłatny Rackham ukradł trochę diamentów z hiszpańskiego okrętu wojennego przed bitwą z de Barilcą w Indiach Zachodnich. Mimo że armaty zdołały zniszczyć niewielki statek Rackhama, piratom udało się zapanować nad statkiem Franciszka de Barilca; wszyscy oprócz kawalera zostali albo zabici albo zmuszeni do przejścia po desce do morza. Załoga Rackhama zapanowała nad statkiem i ukryła skarb na jego pokładzie. Gdy świętowali swoje zwycięstwo, kawaler de Barilca uwolnił się z więzów, zabił Szkarłatnego Rackhama w pojedynku i uciekł zapalając długi lont do amunicji. Gdy kawaler de Barilca odpływał na pobliską wyspę, amunicja wybuchła i zniszczyła Jednorożca oraz zabiła piratów.
Skradziony model był jednym z trzech, które kawaler de Barilca skonstruował dla swoich trzech synów. Każdy z nich zawierał pergamin, a wszystkie trzy złożone razem pokazywały lokalizacje skarbu. Tintin i Baryłka odwiedzają pana Sacharynę, z nadzieją, że będą mogli obejrzeć pergamin z jego statku, ale znajdują go nieprzytomnego. Pergamin został skradziony. Opis człowieka, który napadł na Sacharynę pasuje do Barnaby’ego. Później, Barnaby sam zaczepia Tintina na ulicy i prosi go o rozmowę, ale gdy wchodzi do jego bloku, zostaje zastrzelony przez ludzi z przejeżdżającego samochodu. Ostrzega Tintina, iż „oni też go zabiją”, a gdy Tintin pyta kim są „oni”, pokazuje na wróble. Tintin zostaje później porwany przez ludzi, którzy zastrzelili Barnaby’ego, braci Ptaszków (dlatego Barnaby pokazywał na wróble), dwóch antykwariuszy, którzy byli przekonani, że on posiada wszystkie pergaminy. To oni ukradli model Tintina, i znaleźli trzeci pergamin. Wkrótce dowiedzieli się, że potrzebne im są wszystkie trzy do rozszyfrowania miejsca, w którym znajduje się skarb.
Tintin ucieka z zamku Księżymłyn, który należy do braci Ptaszków. Kapitan Baryłka, Tajniak i Jawniak przyjeżdżają na pomoc przyjacielowi i aresztują jednego z braci, ale drugi im ucieka. Gdy ich więzień zeznaje, Tintin prosi kolegów z policji o wydanie listu gończego, który ułatwi im złapanie uciekiniera na granicy. Pergaminy, zostały skradzione przez kleptomaniaka, który specjalizuje się w kradzieży portfeli (ten sam kieszonkowiec kradł portfele Tajniaka i Jawniaka, w ujawnieniu czego pomógł im Tintin).
W końcu, Tintin i Baryłka zdobywają pergaminy i odczytują położenie skarbu, nakładając na siebie pergaminy, z czego wychodzi 20°37′42″N 70°52′15″W. Następna część serii, Skarb Szkarłatnego Rackhama, jest kontynuacją historii.